# Lista siturilor arheologice din județul Cluj - S
Lista siturilor arheologice din județul Cluj - S conține toate siturile arheologice din județul Cluj înscrise în Repertoriul Arheologic Național (RAN) și aflate în localități al căror nume începe cu litera S. RAN este administrat de Ministerul Culturii și Patrimoniului Național și cuprinde date științifice, cartografice, topografice, imagini și planuri, precum și orice alte informații privitoare la zonele cu potențial arheologic, studiate sau nu, încă existente sau dispărute.
Puteți căuta un sit din localitățile care încep cu litera S folosind formularul de mai jos sau puteți naviga prin toate siturile din județ la Lista siturilor arheologice din județul Cluj.
| Cod RAN                                  | Denumire | Localitate                          | Adresă                                                                                          | Datare                                    | Descoperit | Coordonate                                    | Imagine           | Erori            |
| ---------------------------------------- | --- | ----------------------------------- | ----------------------------------------------------------------------------------------------- | ----------------------------------------- | ---------- | --------------------------------------------- | ----------------- | ---------------- |
| 58847.01.01 (Cod LMI: CJ-I-s-A-07155)    | Așezarea neolitică de la Sava - "Borșier" / ansamblu anonim (Categorie: locuire civilă) (Tip: Așezare)                                                                                  | sat Sava, comuna Pălatca            | Borșier                                                                                         | Iclod                                     |            | 46°53′37″N 23°57′59″E / 46.89368°N 23.96649°E | Încărcați imagine | Raportați eroare |
| 58847.01.02 (Cod LMI: CJ-I-s-A-07155)    | Așezarea neolitică de la Sava - "Borșier" / ansamblu anonim (Categorie: locuire civilă) (Tip: Așezare)                                                                                  | sat Sava, comuna Pălatca            | Borșier                                                                                         | Tiszapolgár                               |            | 46°53′37″N 23°57′59″E / 46.89368°N 23.96649°E | Încărcați imagine | Raportați eroare |
| 57699.01.01 (Cod LMI: CJ-I-s-B-07156)    | Așezarea preistorică de la Săcălaia - "Codomarc" / ansamblu anonim (Categorie: locuire civilă) (Tip: Așezare)                                                                           | sat Săcălaia, comuna Fizeșu Gherlii | Codomarc                                                                                        |                                           |            | 46°57′31″N 23°55′21″E / 46.95872°N 23.92241°E | Încărcați imagine | Raportați eroare |
| 57699.02.01 (Cod LMI: CJ-I-s-A-07157)    | Așezarea de la Săcălaia - "În islaz" / ansamblu anonim (Categorie: locuire civilă) (Tip: Așezare)                                                                                       | sat Săcălaia, comuna Fizeșu Gherlii | În islaz                                                                                        |                                           |            | 46°58′38″N 23°56′39″E / 46.97732°N 23.94403°E | Încărcați imagine | Raportați eroare |
| 57289.01.01 (Cod LMI: CJ-I-s-A-07158)    | Așezarea preistorică de la Sălicea - "În centrul satului" / ansamblu anonim (Categorie: locuire civilă) (Tip: Așezare)                                                                  | sat Sălicea, comuna Ciurila         | În centrul satului                                                                              |                                           |            | 46°40′35″N 23°31′38″E / 46.67639°N 23.52732°E | Încărcați imagine | Raportați eroare |
| 57289.02.01 (Cod LMI: CJ-I-m-A-07159.01) | Situl arheologic Coțofeni de la Sălicea - Făgetul Muntelui / ansamblu anonim (Categorie: locuire) (Tip: Așezare)                                                                        | sat Sălicea, comuna Ciurila         | Făgetul Muntelui                                                                                | Coțofeni                                  |            | 46°41′05″N 23°30′22″E / 46.68481°N 23.50623°E | Încărcați imagine | Raportați eroare |
| 57289.02.02 (Cod LMI: CJ-I-m-A-07159.02) | Situl arheologic Coțofeni de la Sălicea - Făgetul Muntelui / ansamblu anonim (Categorie: locuire) (Tip: Necropolă)                                                                      | sat Sălicea, comuna Ciurila         | Făgetul Muntelui                                                                                | Coțofeni                                  |            | 46°41′05″N 23°30′22″E / 46.68481°N 23.50623°E | Încărcați imagine | Raportați eroare |
| 57289.03.01 (Cod LMI: CJ-I-s-A-07160)    | Așezarea Latene de la Sălicea - "Creasta Feleacului" / ansamblu anonim (Categorie: locuire civilă) (Tip: Așezare)                                                                       | sat Sălicea, comuna Ciurila         | Creasta Feleacului                                                                              | geto-dacică                               |            |                                               | Încărcați imagine | Raportați eroare |
| 57341.01.01 (Cod LMI: CJ-I-s-A-07161)    | Turn roman de la Sălișca - "Muncelul" / ansamblu anonim (Categorie: fortificație) (Tip: Turn)                                                                                           | sat Sălișca, comuna Câțcău          | Muncelul                                                                                        |                                           |            | 47°14′28″N 23°48′15″E / 47.24099°N 23.8042°E  | Încărcați imagine | Raportați eroare |
| 57056.01.01 (Cod LMI: CJ-I-s-B-07162)    | Așezarea medievală de la Săliștea Veche / ansamblu anonim (Categorie: locuire civilă) (Tip: Locuire)                                                                                    | sat Săliștea Veche, comuna Chinteni |                                                                                                 | sec. XI - XII d.Hr.                       | 1987       |                                               | Încărcați imagine | Raportați eroare |
| 57056.02.01 (Cod LMI: CJ-I-m-B-07163.02) | Așezarea de la Săliștea Veche - "Pe vale" / ansamblu anonim (Categorie: locuire civilă) (Tip: Așezare)                                                                                  | sat Săliștea Veche, comuna Chinteni | Pe vale                                                                                         |                                           |            |                                               | Încărcați imagine | Raportați eroare |
| 57056.02.02 (Cod LMI: CJ-I-m-B-07163.01) | Așezarea de la Săliștea Veche - "Pe vale" / ansamblu anonim (Categorie: locuire civilă) (Tip: Așezare)                                                                                  | sat Săliștea Veche, comuna Chinteni | Pe vale                                                                                         |                                           |            |                                               | Încărcați imagine | Raportați eroare |
| 55320.01.01 (Cod LMI: CJ-I-m-A-07164.02) | Cariera de piatră de la Săndulești - "Piatra tăiată" / ansamblu anonim (Categorie: exploatare/carieră) (Tip: Carieră de piatră)                                                         | sat Săndulești, comuna Săndulești   | Piatra tăiată                                                                                   | sec. II - III d.Hr.                       |            | 46°35′40″N 23°42′16″E / 46.59444°N 23.70444°E | Încărcați imagine | Raportați eroare |
| 55320.01.02 (Cod LMI: CJ-I-m-A-07164.01) | Cariera de piatră de la Săndulești - "Piatra tăiată" / ansamblu anonim (Categorie: exploatare/carieră) (Tip: Așezare)                                                                   | sat Săndulești, comuna Săndulești   | Piatra tăiată                                                                                   | sec. II - III d.Hr.                       |            | 46°35′40″N 23°42′16″E / 46.59444°N 23.70444°E | Încărcați imagine | Raportați eroare |
| 55320.02.01 (Cod LMI: CJ-I-m-A-07165.01) | Situl arheologic de la Săndulești - "Pietrele Rotate" / ansamblu anonim (Categorie: locuire) (Tip: Locuință)                                                                            | sat Săndulești, comuna Săndulești   | Pietrele Rotate                                                                                 |                                           |            | 46°34′47″N 23°42′22″E / 46.57972°N 23.70611°E | Încărcați imagine | Raportați eroare |
| 55320.02.02 (Cod LMI: CJ-I-m-A-07165.02) | Situl arheologic de la Săndulești - "Pietrele Rotate" / ansamblu anonim (Categorie: locuire) (Tip: Grup de tumuli)                                                                      | sat Săndulești, comuna Săndulești   | Pietrele Rotate                                                                                 |                                           |            | 46°34′47″N 23°42′22″E / 46.57972°N 23.70611°E | Încărcați imagine | Raportați eroare |
| 55320.03.01 (Cod LMI: CJ-I-m-A-07166.01) | Așezarea Coțofeni de la Săndulești - punct 1 / ansamblu anonim (Categorie: locuire civilă) (Tip: Așezare)                                                                               | sat Săndulești, comuna Săndulești   |                                                                                                 | Coțofeni                                  |            | 46°35′10″N 23°48′16″E / 46.58611°N 23.80445°E | Încărcați imagine | Raportați eroare |
| 55320.03.02 (Cod LMI: CJ-I-m-A-07166.02) | Așezarea Coțofeni de la Săndulești - punct 1 / ansamblu anonim (Categorie: locuire civilă) (Tip: Tumul)                                                                                 | sat Săndulești, comuna Săndulești   |                                                                                                 |                                           |            | 46°35′10″N 23°48′16″E / 46.58611°N 23.80445°E | Încărcați imagine | Raportați eroare |
| 59336.01.01 (Cod LMI: CJ-I-s-A-07167)    | Fortificația de la Săvădisla - "Cetatea Păuca" / ansamblu anonim (Categorie: fortificație) (Tip: Fortificație de pământ)                                                                | sat Săvădisla, comuna Săvădisla     | Cetatea Păuca                                                                                   |                                           |            | 46°40′07″N 23°27′28″E / 46.66865°N 23.4577°E  | Încărcați imagine | Raportați eroare |
| 55758.01.01 (Cod LMI: CJ-I-s-B-07168)    | Așezarea preistorică de la Sânnicoară / ansamblu anonim (Categorie: locuire civilă) (Tip: Așezare)                                                                                      | sat Sânnicoară, comuna Apahida      |                                                                                                 |                                           |            |                                               | Încărcați imagine | Raportați eroare |
| 55758.01.02 (Cod LMI: CJ-I-s-B-07168)    | Așezarea preistorică de la Sânnicoară / ansamblu anonim (Categorie: locuire civilă) (Tip: Tumul)                                                                                        | sat Sânnicoară, comuna Apahida      |                                                                                                 |                                           |            |                                               | Încărcați imagine | Raportați eroare |
| 55758.02.01 (Cod LMI: CJ-I-s-A-07169)    | Așezarea hallstattiană de la Sânnicoară - "Lângă groapa Zisocului" / ansamblu anonim (Categorie: locuire civilă) (Tip: Așezare)                                                         | sat Sânnicoară, comuna Apahida      | Lângă groapa Zisocului                                                                          |                                           |            | 46°47′00″N 23°42′07″E / 46.78333°N 23.70194°E | Încărcați imagine | Raportați eroare |
| 55758.03.01 (Cod LMI: CJ-I-s-B-07170)    | Așezarea romană de la Sânnicoară / ansamblu anonim (Categorie: locuire civilă) (Tip: Așezare)                                                                                           | sat Sânnicoară, comuna Apahida      |                                                                                                 |                                           |            |                                               | Încărcați imagine | Raportați eroare |
| 55758.04.01 (Cod LMI: CJ-I-s-B-07171)    | Așezarea romană de la Sânnicoară - "După capul satului" / ansamblu anonim (Categorie: locuire civilă) (Tip: Așezare)                                                                    | sat Sânnicoară, comuna Apahida      | După capul satului                                                                              |                                           |            |                                               | Încărcați imagine | Raportați eroare |
| 55758.05.01 (Cod LMI: CJ-I-m-B-07172.01) | Situl arheologic din epoca romană de la Sânnicoară - La V de sat / ansamblu anonim (Categorie: locuire) (Tip: Așezare)                                                                  | sat Sânnicoară, comuna Apahida      | La V de sat                                                                                     |                                           |            | 46°46′55″N 23°42′12″E / 46.78194°N 23.70333°E | Încărcați imagine | Raportați eroare |
| 55758.05.02                              | Situl arheologic din epoca romană de la Sânnicoară - La V de sat / ansamblu anonim (Categorie: locuire) (Tip: Necropolă)                                                                | sat Sânnicoară, comuna Apahida      | La V de sat                                                                                     |                                           |            | 46°46′55″N 23°42′12″E / 46.78194°N 23.70333°E | Încărcați imagine | Raportați eroare |
| 55758.05.03                              | Situl arheologic din epoca romană de la Sânnicoară - La V de sat / ansamblu anonim (Categorie: locuire) (Tip: Așezare)                                                                  | sat Sânnicoară, comuna Apahida      | La V de sat                                                                                     | Tiszapolgár                               |            | 46°46′55″N 23°42′12″E / 46.78194°N 23.70333°E | Încărcați imagine | Raportați eroare |
| 55758.06.01 (Cod LMI: CJ-I-s-B-07173)    | Tumulii de la Sânnicoară - La NE de halta Dezmir / ansamblu anonim (Categorie: descoperire funerară) (Tip: Grup de tumuli)                                                              | sat Sânnicoară, comuna Apahida      | La NE de halta Dezmir                                                                           |                                           |            | 46°47′33″N 23°44′12″E / 46.79256°N 23.73677°E | Încărcați imagine | Raportați eroare |
| 55758.07.01 (Cod LMI: CJ-I-m-B-07174.02) | Așezarea de la Sânnicoară - "Ferma Palocsay" / ansamblu anonim (Categorie: locuire civilă) (Tip: Locuire)                                                                               | sat Sânnicoară, comuna Apahida      | Ferma Palocsay                                                                                  | sec. IV - VII d.Hr.                       | 1986       |                                               | Încărcați imagine | Raportați eroare |
| 55758.07.02 (Cod LMI: CJ-I-m-B-07174.01) | Așezarea de la Sânnicoară - "Ferma Palocsay" / ansamblu anonim (Categorie: locuire civilă) (Tip: Locuire)                                                                               | sat Sânnicoară, comuna Apahida      | Ferma Palocsay                                                                                  | sec. VIII - IX d.Hr.                      | 1986       |                                               | Încărcați imagine | Raportați eroare |
| 57939.01.01 (Cod LMI: CJ-I-s-A-20245)    | Așezarea paleolitică de la Someșu Rece - "Peștera Oaselor" / ansamblu anonim (Categorie: locuire civilă) (Tip: Așezare)                                                                 | sat Someșu Rece, comuna Gilău       | Peștera Oaselor                                                                                 |                                           |            | 46°43′07″N 23°20′29″E / 46.71854°N 23.34144°E | Încărcați imagine | Raportați eroare |
| 57939.02.01 (Cod LMI: CJ-I-s-A-07177)    | Situl arheologic de la Someșu Rece - "Cetate" / ansamblu anonim (Categorie: locuire civilă) (Tip: Locuire)                                                                              | sat Someșu Rece, comuna Gilău       | Cetate                                                                                          | Coțofeni                                  |            | 46°43′00″N 23°20′33″E / 46.71655°N 23.34261°E | Încărcați imagine | Raportați eroare |
| 57939.02.02 (Cod LMI: CJ-I-m-A-07177.03) | Situl arheologic de la Someșu Rece - "Cetate" / ansamblu anonim (Categorie: locuire civilă) (Tip: Așezare)                                                                              | sat Someșu Rece, comuna Gilău       | Cetate                                                                                          |                                           |            | 46°43′00″N 23°20′33″E / 46.71655°N 23.34261°E | Încărcați imagine | Raportați eroare |
| 57939.02.03 (Cod LMI: CJ-I-m-A-07177.02) | Situl arheologic de la Someșu Rece - "Cetate" / ansamblu anonim (Categorie: locuire civilă) (Tip: Cetate de pământ)                                                                     | sat Someșu Rece, comuna Gilău       | Cetate                                                                                          |                                           |            | 46°43′00″N 23°20′33″E / 46.71655°N 23.34261°E | Încărcați imagine | Raportați eroare |
| 57939.02.04 (Cod LMI: CJ-I-m-A-07177.01) | Situl arheologic de la Someșu Rece - "Cetate" / ansamblu anonim (Categorie: locuire civilă) (Tip: Cetate de pământ)                                                                     | sat Someșu Rece, comuna Gilău       | Cetate                                                                                          | geto-dacică                               |            | 46°43′00″N 23°20′33″E / 46.71655°N 23.34261°E | Încărcați imagine | Raportați eroare |
| 57939.02.06 (Cod LMI: CJ-I-m-A-07177.04) | Situl arheologic de la Someșu Rece - "Cetate" / ansamblu anonim (Categorie: locuire civilă) (Tip: Așezare)                                                                              | sat Someșu Rece, comuna Gilău       | Cetate                                                                                          | Starčevo - Criș                           |            | 46°43′00″N 23°20′33″E / 46.71655°N 23.34261°E | Încărcați imagine | Raportați eroare |
| 57822.01.02 (Cod LMI: CJ-I-m-A-07178.02) | Așezarea de la Soporu de Câmpie - "Măzăriște" / ansamblu anonim (Categorie: locuire civilă) (Tip: Așezare)                                                                              | sat Soporu de Câmpie, comuna Frata  | Măzăriște                                                                                       |                                           |            | 46°42′46″N 23°58′03″E / 46.7129°N 23.96759°E  | Încărcați imagine | Raportați eroare |
| 57822.01.03 (Cod LMI: CJ-I-m-B-07178.01) | Așezarea de la Soporu de Câmpie - "Măzăriște" / ansamblu anonim (Categorie: locuire civilă) (Tip: Așezare)                                                                              | sat Soporu de Câmpie, comuna Frata  | Măzăriște                                                                                       |                                           |            | 46°42′46″N 23°58′03″E / 46.7129°N 23.96759°E  | Încărcați imagine | Raportați eroare |
| 57822.01.01 (Cod LMI: CJ-I-s-A-07178)    | Așezarea de la Soporu de Câmpie - "Măzăriște" / ansamblu anonim (Categorie: locuire civilă) (Tip: Locuire)                                                                              | sat Soporu de Câmpie, comuna Frata  | Măzăriște                                                                                       |                                           |            | 46°42′46″N 23°58′03″E / 46.7129°N 23.96759°E  | Încărcați imagine | Raportați eroare |
| 57822.02.01 (Cod LMI: CJ-I-s-A-07179)    | Situl arheologic de la Soporu de Câmpie - "Sânișoara" / ansamblu anonim (Categorie: locuire) (Tip: Așezare)                                                                             | sat Soporu de Câmpie, comuna Frata  | Sânișoara                                                                                       |                                           |            | 46°41′46″N 23°58′11″E / 46.69619°N 23.96961°E | Încărcați imagine | Raportați eroare |
| 57822.02.02 (Cod LMI: CJ-I-m-A-07179.02) | Situl arheologic de la Soporu de Câmpie - "Sânișoara" / ansamblu anonim (Categorie: locuire) (Tip: Necropolă)                                                                           | sat Soporu de Câmpie, comuna Frata  | Sânișoara                                                                                       | Celtică                                   |            | 46°41′46″N 23°58′11″E / 46.69619°N 23.96961°E | Încărcați imagine | Raportați eroare |
| 57822.02.03 (Cod LMI: CJ-I-m-A-07179.01) | Situl arheologic de la Soporu de Câmpie - "Sânișoara" / ansamblu anonim (Categorie: locuire) (Tip: Necropolă)                                                                           | sat Soporu de Câmpie, comuna Frata  | Sânișoara                                                                                       | slavă                                     |            | 46°41′46″N 23°58′11″E / 46.69619°N 23.96961°E | Încărcați imagine | Raportați eroare |
| 57822.03.01 (Cod LMI: CJ-I-m-A-07180.04) | Situl arheologic de la Soporu de Câmpie - "Cuntenit" / ansamblu anonim (Categorie: locuire) (Tip: Necropolă)                                                                            | sat Soporu de Câmpie, comuna Frata  | Cuntenit                                                                                        | sec. II - III d.Hr.                       |            | 46°41′19″N 23°59′53″E / 46.68863°N 23.99816°E | Încărcați imagine | Raportați eroare |
| 57822.03.02 (Cod LMI: CJ-I-m-A-07180.01) | Situl arheologic de la Soporu de Câmpie - "Cuntenit" / ansamblu anonim (Categorie: locuire) (Tip: Așezare)                                                                              | sat Soporu de Câmpie, comuna Frata  | Cuntenit                                                                                        | sec. V d.Hr.                              |            | 46°41′19″N 23°59′53″E / 46.68863°N 23.99816°E | Încărcați imagine | Raportați eroare |
| 57822.03.03 (Cod LMI: CJ-I-m-A-07180.02) | Situl arheologic de la Soporu de Câmpie - "Cuntenit" / ansamblu anonim (Categorie: locuire) (Tip: Necropolă)                                                                            | sat Soporu de Câmpie, comuna Frata  | Cuntenit                                                                                        |                                           |            | 46°41′19″N 23°59′53″E / 46.68863°N 23.99816°E | Încărcați imagine | Raportați eroare |
| 57822.03.04 (Cod LMI: CJ-I-m-A-07180.03) | Situl arheologic de la Soporu de Câmpie - "Cuntenit" / ansamblu anonim (Categorie: locuire) (Tip: Așezare)                                                                              | sat Soporu de Câmpie, comuna Frata  | Cuntenit                                                                                        |                                           |            | 46°41′19″N 23°59′53″E / 46.68863°N 23.99816°E | Încărcați imagine | Raportați eroare |
| 57822.04.01 (Cod LMI: CJ-I-s-A-07181)    | Necropola medievală de la Soporu de Câmpie - "Poderei" / ansamblu anonim (Categorie: descoperire funerară) (Tip: Necropolă)                                                             | sat Soporu de Câmpie, comuna Frata  | Poderei                                                                                         | slavă sec. IX d.Hr.                       | 1962       | 46°41′54″N 24°00′03″E / 46.69826°N 24.00095°E | Încărcați imagine | Raportați eroare |
| 57822.05.01 (Cod LMI: CJ-I-s-B-07182)    | Așezarea medievală de la Soporu de Câmpie / ansamblu anonim (Categorie: locuire civilă) (Tip: Așezare rurală)                                                                           | sat Soporu de Câmpie, comuna Frata  |                                                                                                 | sec. XII-XV d.Hr.                         |            | 46°40′55″N 23°59′47″E / 46.68201°N 23.99637°E | Încărcați imagine | Raportați eroare |
| 58785.01.01 (Cod LMI: CJ-I-m-B-07183.03) | Situl arheologic de la Stejeriș - "Izvorul Rece" / ansamblu anonim (Categorie: locuire civilă) (Tip: Locuire)                                                                           | sat Stejeriș, comuna Moldovenești   | Izvorul Rece                                                                                    | Starčevo - Criș                           | 1987       | 46°27′27″N 23°44′18″E / 46.4574°N 23.73824°E  | Încărcați imagine | Raportați eroare |
| 58785.01.02 (Cod LMI: CJ-I-m-B-07183.02) | Situl arheologic de la Stejeriș - "Izvorul Rece" / ansamblu anonim (Categorie: locuire civilă) (Tip: Locuire)                                                                           | sat Stejeriș, comuna Moldovenești   | Izvorul Rece                                                                                    | geto-dacică                               | 1987       | 46°27′27″N 23°44′18″E / 46.4574°N 23.73824°E  | Încărcați imagine | Raportați eroare |
| 58785.01.03 (Cod LMI: CJ-I-m-B-07183.01) | Situl arheologic de la Stejeriș - "Izvorul Rece" / ansamblu anonim (Categorie: locuire civilă) (Tip: Locuire)                                                                           | sat Stejeriș, comuna Moldovenești   | Izvorul Rece                                                                                    | sec. IX - XI d.Hr.                        | 1987       | 46°27′27″N 23°44′18″E / 46.4574°N 23.73824°E  | Încărcați imagine | Raportați eroare |
| 58785.02.01 (Cod LMI: CJ-I-s-B-07184)    | Tumulii de la Stejeriș - "Gâlmee" / ansamblu anonim (Categorie: descoperire funerară) (Tip: Grup de tumuli)                                                                             | sat Stejeriș, comuna Moldovenești   | Gâlmee                                                                                          |                                           |            | 46°27′14″N 23°44′23″E / 46.45398°N 23.73965°E | Încărcați imagine | Raportați eroare |
| 57500.01.01 (Cod LMI: CJ-I-s-A-07185)    | Fortificația de la Stoiana / ansamblu anonim (Categorie: fortificație) (Tip: Fortificație de pământ)                                                                                    | sat Stoiana, comuna Cornești        |                                                                                                 |                                           |            | 47°01′43″N 23°39′59″E / 47.02858°N 23.66637°E | Încărcați imagine | Raportați eroare |
| 57500.01.02 (Cod LMI: CJ-I-s-A-07185)    | Fortificația de la Stoiana / ansamblu anonim (Categorie: fortificație) (Tip: Locuire)                                                                                                   | sat Stoiana, comuna Cornești        |                                                                                                 |                                           |            | 47°01′43″N 23°39′59″E / 47.02858°N 23.66637°E | Încărcați imagine | Raportați eroare |
| 59666.02.01 (Cod LMI: CJ-I-s-B-07187)    | Așezarea romană de la Suatu - "Lângă moară" / ansamblu anonim (Categorie: locuire civilă) (Tip: Așezare)                                                                                | sat Suatu, comuna Suatu             | Lângă moară                                                                                     |                                           |            | 46°46′43″N 23°58′12″E / 46.77851°N 23.96991°E | Încărcați imagine | Raportați eroare |
| 59666.03.01 (Cod LMI: CJ-I-m-B-07188.02) | Situl arheologic de la Suatu - "Dijmași" / ansamblu anonim (Categorie: locuire civilă) (Tip: Locuire)                                                                                   | sat Suatu, comuna Suatu             | Dijmași                                                                                         |                                           |            | 46°48′07″N 23°56′09″E / 46.80201°N 23.93591°E | Încărcați imagine | Raportați eroare |
| 59666.03.02 (Cod LMI: CJ-I-m-B-07188.01) | Situl arheologic de la Suatu - "Dijmași" / ansamblu anonim (Categorie: locuire civilă) (Tip: Așezare)                                                                                   | sat Suatu, comuna Suatu             | Dijmași                                                                                         | sec. VIII d.Hr.                           |            | 46°48′07″N 23°56′09″E / 46.80201°N 23.93591°E | Încărcați imagine | Raportați eroare |
| 59666.04.01 (Cod LMI: CJ-I-s-A-07189)    | Necropola daco-romană de la Suatu - "Somoșa" / ansamblu anonim (Categorie: descoperire funerară) (Tip: Necropolă)                                                                       | sat Suatu, comuna Suatu             | Somoșa                                                                                          | sec. IV d.Hr.                             | 1961       | 46°45′55″N 23°58′39″E / 46.76526°N 23.97744°E | Încărcați imagine | Raportați eroare |
| 55909.01.01 (Cod LMI: CJ-I-s-B-07190)    | Așezările neolitice de la Suceagu - "Adeguș" / ansamblu anonim (Categorie: locuire civilă) (Tip: Așezare)                                                                               | sat Suceagu, comuna Baciu           | Adeguș                                                                                          | Iclod                                     |            | 46°47′40″N 23°28′35″E / 46.79442°N 23.47638°E | Încărcați imagine | Raportați eroare |
| 55909.01.02 (Cod LMI: CJ-I-s-B-07190)    | Așezările neolitice de la Suceagu - "Adeguș" / ansamblu anonim (Categorie: locuire civilă) (Tip: Așezare)                                                                               | sat Suceagu, comuna Baciu           | Adeguș                                                                                          |                                           |            | 46°47′40″N 23°28′35″E / 46.79442°N 23.47638°E | Încărcați imagine | Raportați eroare |
| 55909.01.03 (Cod LMI: CJ-I-s-B-07190)    | Așezările neolitice de la Suceagu - "Adeguș" / ansamblu anonim (Categorie: locuire civilă) (Tip: Așezare)                                                                               | sat Suceagu, comuna Baciu           | Adeguș                                                                                          |                                           |            | 46°47′40″N 23°28′35″E / 46.79442°N 23.47638°E | Încărcați imagine | Raportați eroare |
| 55909.02.01 (Cod LMI: CJ-I-m-B-07191.02) | Situl arheologic de la Suceagu - "Cepegheu" / ansamblu anonim (Categorie: locuire civilă) (Tip: Locuire)                                                                                | sat Suceagu, comuna Baciu           | Cepegheu                                                                                        |                                           |            | 46°47′09″N 23°26′57″E / 46.78587°N 23.44928°E | Încărcați imagine | Raportați eroare |
| 55909.02.02 (Cod LMI: CJ-I-m-B-07191.01) | Situl arheologic de la Suceagu - "Cepegheu" / ansamblu anonim (Categorie: locuire civilă) (Tip: Locuire)                                                                                | sat Suceagu, comuna Baciu           | Cepegheu                                                                                        | geto-dacică                               |            | 46°47′09″N 23°26′57″E / 46.78587°N 23.44928°E | Încărcați imagine | Raportați eroare |
| 55909.03.02 (Cod LMI: CJ-I-s-B-07192)    | Așezarea hallstattiană de la Suceagu - "La Orabda" / ansamblu anonim (Categorie: locuire civilă) (Tip: Așezare)                                                                         | sat Suceagu, comuna Baciu           | La Orabda                                                                                       |                                           |            | 46°46′23″N 23°26′35″E / 46.77304°N 23.44308°E | Încărcați imagine | Raportați eroare |
| 55909.03.04 (Cod LMI: CJ-I-s-B-07192)    | Așezarea hallstattiană de la Suceagu - "La Orabda" / ansamblu anonim (Categorie: locuire civilă) (Tip: Așezare)                                                                         | sat Suceagu, comuna Baciu           | La Orabda                                                                                       | sec. III - VIII d.Hr.                     |            | 46°46′23″N 23°26′35″E / 46.77304°N 23.44308°E | Încărcați imagine | Raportați eroare |
| 55909.03.04 (Cod LMI: CJ-I-s-B-07192)    | Așezarea hallstattiană de la Suceagu - "La Orabda" / complex anonim (Categorie: locuire civilă) (Tip: cuptor)                                                                           | sat Suceagu, comuna Baciu           | La Orabda                                                                                       | sec.IV                                    |            | 46°46′23″N 23°26′35″E / 46.77304°N 23.44308°E | Încărcați imagine | Raportați eroare |
| 55909.03.03 (Cod LMI: CJ-I-s-B-07192)    | Așezarea hallstattiană de la Suceagu - "La Orabda" / ansamblu anonim (Categorie: locuire civilă) (Tip: Așezare)                                                                         | sat Suceagu, comuna Baciu           | La Orabda                                                                                       | sec.II d.Hr.                              |            | 46°46′23″N 23°26′35″E / 46.77304°N 23.44308°E | Încărcați imagine | Raportați eroare |
| 55909.03.01 (Cod LMI: CJ-I-s-B-07192)    | Așezarea hallstattiană de la Suceagu - "La Orabda" / ansamblu anonim (Categorie: locuire civilă) (Tip: Așezare)                                                                         | sat Suceagu, comuna Baciu           | La Orabda                                                                                       | Iclod                                     |            | 46°46′23″N 23°26′35″E / 46.77304°N 23.44308°E | Încărcați imagine | Raportați eroare |
| 55909.03.05 (Cod LMI: CJ-I-s-B-07192)    | Așezarea hallstattiană de la Suceagu - "La Orabda" / ansamblu anonim (Categorie: locuire civilă) (Tip: Așezare)                                                                         | sat Suceagu, comuna Baciu           | La Orabda                                                                                       | sec. X - XIII d.Hr.                       |            | 46°46′23″N 23°26′35″E / 46.77304°N 23.44308°E | Încărcați imagine | Raportați eroare |
| 55909.04.01 (Cod LMI: CJ-I-m-B-07193.01) | Situl arheologic de la Suceagu - "Dealul Halastăului" / ansamblu anonim (Categorie: locuire civilă) (Tip: Așezare)                                                                      | sat Suceagu, comuna Baciu           | Dealul Halastăului                                                                              |                                           |            | 46°46′48″N 23°27′12″E / 46.77994°N 23.45328°E | Încărcați imagine | Raportați eroare |
| 55909.04.02 (Cod LMI: CJ-I-s-B-07193)    | Situl arheologic de la Suceagu - "Dealul Halastăului" / ansamblu anonim (Categorie: locuire civilă) (Tip: Așezare)                                                                      | sat Suceagu, comuna Baciu           | Dealul Halastăului                                                                              | geto-dacică                               |            | 46°46′48″N 23°27′12″E / 46.77994°N 23.45328°E | Încărcați imagine | Raportați eroare |
| 55909.05.01 (Cod LMI: CJ-I-s-B-07194)    | Ruine romane de la Suceagu - "Chintăul Gilăului" / ansamblu anonim (Categorie: neprecizată) (Tip: neprecizat)                                                                           | sat Suceagu, comuna Baciu           | Chintăul Gilăului                                                                               |                                           |            | 46°46′29″N 23°26′13″E / 46.77475°N 23.43699°E | Încărcați imagine | Raportați eroare |
| 55909.06.01 (Cod LMI: CJ-I-s-B-07195)    | Așezarea romană de la Suceagu - "Pârâul Jiiștii" / ansamblu anonim (Categorie: locuire civilă) (Tip: Așezare)                                                                           | sat Suceagu, comuna Baciu           | Pârâul Jiiștii                                                                                  |                                           |            |                                               | Încărcați imagine | Raportați eroare |
| 57895.01 (Cod LMI: CJ-I-s-B-07197)       | Așezarea din epoca bronzului de la Sucutard (Categorie: locuire civilă) (Tip: așezare)                                                                                                  | sat Sucutard, comuna Geaca          |                                                                                                 |                                           |            | 46°53′38″N 24°04′09″E / 46.89377°N 24.0693°E  | Încărcați imagine | Raportați eroare |
| 57895.01.01 (Cod LMI: CJ-I-s-B-07197)    | Așezarea din epoca bronzului de la Sucutard / ansamblu anonim (Categorie: locuire civilă) (Tip: Așezare)                                                                                | sat Sucutard, comuna Geaca          |                                                                                                 |                                           |            | 46°53′38″N 24°04′09″E / 46.89377°N 24.0693°E  | Încărcați imagine | Raportați eroare |
| 59666.05.01                              | Așezarea Wietenberg de la Suatu - "La Moară" / ansamblu anonim (Categorie: locuire civilă) (Tip: Așezare)                                                                               | sat Suatu, comuna Suatu             | La Moară                                                                                        | Wietenberg                                |            |                                               | Încărcați imagine | Raportați eroare |
| 55909.09.01                              | Villa rustica de la Suceagu - "Ordac" / ansamblu anonim (Categorie: locuire civilă) (Tip: Villa rustica)                                                                                | sat Suceagu, comuna Baciu           | Ordac                                                                                           |                                           |            |                                               | Încărcați imagine | Raportați eroare |
| 55909.08.01                              | Situl arheologic de la Suceagu / ansamblu anonim (Categorie: locuire civilă) (Tip: Așezare)                                                                                             | sat Suceagu, comuna Baciu           |                                                                                                 | sec. III - V                              |            |                                               | Încărcați imagine | Raportați eroare |
| 55909.08.02                              | Situl arheologic de la Suceagu / ansamblu anonim (Categorie: locuire civilă) (Tip: Așezare)                                                                                             | sat Suceagu, comuna Baciu           |                                                                                                 | sec. VII - IX                             |            |                                               | Încărcați imagine | Raportați eroare |
| 59336.02                                 | Topor neolitic la Săvădisla - "Pădurea Matécsere" (Categorie: descoperire izolată) (Tip: obiect izolat)                                                                                 | sat Săvădisla, comuna Săvădisla     | Pădurea Matécsere                                                                               |                                           |            |                                               | Încărcați imagine | Raportați eroare |
| 55320.04                                 | Unelte neo-eneolitice la Săndulești - "Fântână" (Categorie: descoperire izolată) (Tip: obiect izolat)                                                                                   | sat Săndulești, comuna Săndulești   | Fântână                                                                                         |                                           |            |                                               | Încărcați imagine | Raportați eroare |
| 55320.05.01                              | Așezări eneolitice la Săndulești -"Piatra Ascuțită", "Coasta Bunii" / ansamblu anonim (Categorie: locuire civilă) (Tip: Așezare)                                                        | sat Săndulești, comuna Săndulești   | Piatra Ascuțită, Coasta Bunii                                                                   |                                           |            |                                               | Încărcați imagine | Raportați eroare |
| 57699.03.01                              | Așezarea neolitică de la Săcălaia / ansamblu anonim (Categorie: locuire civilă) (Tip: Așezare)                                                                                          | sat Săcălaia, comuna Fizeșu Gherlii |                                                                                                 | Iclod                                     | 1988       | 46°58′08″N 23°54′29″E / 46.96891°N 23.90812°E | Încărcați imagine | Raportați eroare |
| 57289.04                                 | Topor eneolitic la Sălicea - "Capul Satului" (Categorie: descoperire izolată) (Tip: obiect izolat)                                                                                      | sat Sălicea, comuna Ciurila         | Capul Satului                                                                                   |                                           | 1986       |                                               | Încărcați imagine | Raportați eroare |
| 57298.01                                 | Daltă neolitică la Săliște (Categorie: descoperire izolată) (Tip: obiect izolat) | sat Săliște, comuna Ciurila         |                                                                                                 |                                           | 1900       |                                               | Încărcați imagine | Raportați eroare |
| 55758.08                                 | Locuire neolitică la Sânnicoară - "Țigla", "Pripor" (Categorie: locuire) (Tip: locuire)                                                                                                 | sat Sânnicoară, comuna Apahida      | Țigla, Pripor                                                                                   |                                           |            |                                               | Încărcați imagine | Raportați eroare |
| 55758.08.01                              | Locuire neolitică la Sânnicoară - "Țigla", "Pripor" / ansamblu anonim (Categorie: locuire) (Tip: Locuire)                                                                               | sat Sânnicoară, comuna Apahida      | Țigla, Pripor                                                                                   | Tiszapolgár                               |            |                                               | Încărcați imagine | Raportați eroare |
| 59853.01.01 (Cod LMI: CJ-I-s-A-07175)    | Așezarea neolitică de la Sântejude - "Fundătura" / ansamblu anonim (Categorie: locuire civilă) (Tip: Așezare)                                                                           | sat Sântejude, comuna Țaga          | Fundătura                                                                                       | Petrești                                  |            | 46°56′19″N 23°56′49″E / 46.93855°N 23.94708°E | Încărcați imagine | Raportați eroare |
| 57136.01                                 | Obiecte neolitice la Strâmbu - "Obcină" (Categorie: descoperire izolată) (Tip: obiect izolat)                                                                                           | sat Strâmbu, comuna Chiuiești       | Obcină                                                                                          |                                           |            |                                               | Încărcați imagine | Raportați eroare |
| 59425.01.01                              | Așezarea neolitică de la Sic - "Surlo" / ansamblu anonim (Categorie: locuire civilă) (Tip: Locuire)                                                                                     | sat Sic, comuna Sic                 | Surlo                                                                                           | Starčevo - Criș                           |            | 46°55′33″N 23°53′19″E / 46.92573°N 23.88858°E | Încărcați imagine | Raportați eroare |
| 59425.02.01                              | Așezarea neolitică Iclod de la Sic - "Chirileu" / ansamblu anonim (Categorie: locuire civilă) (Tip: Așezare)                                                                            | sat Sic, comuna Sic                 | Chirileu                                                                                        | Iclod                                     |            |                                               | Încărcați imagine | Raportați eroare |
| 59425.03.01                              | Așezarea eneolitică de la Sic - "Valea Rechet" / ansamblu anonim (Categorie: locuire civilă) (Tip: Locuire)                                                                             | sat Sic, comuna Sic                 | Valea Rechet                                                                                    | Tiszapolgár                               |            | 46°55′36″N 23°52′26″E / 46.92677°N 23.87384°E | Încărcați imagine | Raportați eroare |
| 59425.04                                 | Așezări neolitice la Sic - "Seleci", "Dorma Mică", "Valea Sărată", "Pământul lui Mihács" (Categorie: locuire civilă) (Tip: așezare)                                                     | sat Sic, comuna Sic                 | Seleci, Dorma Mică, Valea Sărată, Pământul lui Mihács                                           |                                           |            |                                               | Încărcați imagine | Raportați eroare |
| 59425.04.01                              | Așezări neolitice la Sic - "Seleci", "Dorma Mică", "Valea Sărată", "Pământul lui Mihács" / ansamblu anonim (Categorie: locuire civilă) (Tip: Locuire)                                   | sat Sic, comuna Sic                 | Seleci, Dorma Mică, Valea Sărată, Pământul lui Mihács                                           |                                           |            |                                               | Încărcați imagine | Raportați eroare |
| 55909.10.01                              | Așezarea neolitică de la Suceagu - "Bătărhoșe" / ansamblu anonim (Categorie: locuire civilă) (Tip: Locuire)                                                                             | sat Suceagu, comuna Baciu           | Bătărhoșe                                                                                       |                                           |            |                                               | Încărcați imagine | Raportați eroare |
| 55909.11.01                              | Așezarea neolitică de la Suceagu - "La Grădini" / ansamblu anonim (Categorie: locuire civilă) (Tip: Așezare)                                                                            | sat Suceagu, comuna Baciu           | La Grădini                                                                                      | Starčevo - Criș                           |            |                                               | Încărcați imagine | Raportați eroare |
| 55909.07.01 (Cod LMI: CJ-I-s-A-07196.02) | Situl arheologic de la Suceagu - "Orat" / ansamblu anonim (Categorie: locuire civilă) (Tip: Așezare)                                                                                    | sat Suceagu, comuna Baciu           | Orat                                                                                            | sec. II - III d.Hr.                       |            |                                               | Încărcați imagine | Raportați eroare |
| 55909.07.02 (Cod LMI: CJ-I-s-A-07196.01) | Situl arheologic de la Suceagu - "Orat" / ansamblu anonim (Categorie: locuire civilă) (Tip: Așezare)                                                                                    | sat Suceagu, comuna Baciu           | Orat                                                                                            |                                           |            |                                               | Încărcați imagine | Raportați eroare |
| 56005.01.01 (Cod LMI: CJ-II-m-B-07746)   | Ruinele cetății Lita de la Săcel / ansamblu Ruinele cetății Lita (Categorie: locuire civilă) (Tip: Cetate)                                                                              | sat Săcel, comuna Băișoara          |                                                                                                 | sec. XV                                   |            |                                               | Încărcați imagine | Raportați eroare |
| 59425.06.01 (Cod LMI: CJ-II-m-A-07759)   | Biserica medievală de la Sic / ansamblu anonim (Categorie: structură de cult/religioasă) (Tip: Biserică)                                                                                | sat Sic, comuna Sic                 | str. A doua 38                                                                                  | sec. XIII d.Hr.                           |            |                                               | Încărcați imagine | Raportați eroare |
| 59425.05.01 (Cod LMI: CJ-II-m-B-07761)   | Biserica mânăstirii franciscane de la Sic / ansamblu anonim (Categorie: structură de cult/religioasă) (Tip: Mănăstire)                                                                  | sat Sic, comuna Sic                 |                                                                                                 | 1758 - 1795                               |            |                                               | Încărcați imagine | Raportați eroare |
| 59443.01.01 (Cod LMI: CJ-II-m-B-07755)   | Biserica medievală de la Sâncraiu / ansamblu anonim (Categorie: structură de cult/religioasă) (Tip: Biserică)                                                                           | sat Sâncraiu, comuna Sâncraiu       | 308                                                                                             | sec. XIII - XV d.Hr.                      |            |                                               | Încărcați imagine | Raportați eroare |
| 55320.09.01                              | Situl arheolofic de la Săndulești - autostrada Brașov-Borș, tronson 2B, km 18+600-15+000 / ansamblu anonim (Categorie: locuire) (Tip: Locuire)                                          | sat Săndulești, comuna Săndulești   | Dealul Mare km 16+450-15+750                                                                    |                                           |            |                                               | Încărcați imagine | Raportați eroare |
| 55320.09.02                              | Situl arheolofic de la Săndulești - autostrada Brașov-Borș, tronson 2B, km 18+600-15+000 / ansamblu anonim (Categorie: locuire) (Tip: Locuire)                                          | sat Săndulești, comuna Săndulești   | Dealul Mare km 16+450-15+750                                                                    |                                           |            |                                               | Încărcați imagine | Raportați eroare |
| 59381.02.01                              | Situl arheologic de la Stolna - "Podurile Domnești", Autostrada Brașov-Borș, tronson 2B, sector Săvădisla-Gilău, km 46+300-46+650 / ansamblu anonim (Categorie: locuire) (Tip: Așezare) | sat Stolna, comuna Săvădisla        | Podurile Domnești, Autostrada Brașov-Borș, tronson 2B, sector Săvădisla-Gilău, km 46+300-46+650 |                                           |            |                                               | Încărcați imagine | Raportați eroare |
| 59381.02.02                              | Situl arheologic de la Stolna - "Podurile Domnești", Autostrada Brașov-Borș, tronson 2B, sector Săvădisla-Gilău, km 46+300-46+650 / ansamblu anonim (Categorie: locuire) (Tip: Așezare) | sat Stolna, comuna Săvădisla        | Podurile Domnești, Autostrada Brașov-Borș, tronson 2B, sector Săvădisla-Gilău, km 46+300-46+650 | dacică                                    |            |                                               | Încărcați imagine | Raportați eroare |
| 59381.02.03                              | Situl arheologic de la Stolna - "Podurile Domnești", Autostrada Brașov-Borș, tronson 2B, sector Săvădisla-Gilău, km 46+300-46+650 / ansamblu anonim (Categorie: locuire) (Tip: Așezare) | sat Stolna, comuna Săvădisla        | Podurile Domnești, Autostrada Brașov-Borș, tronson 2B, sector Săvădisla-Gilău, km 46+300-46+650 | sec. VII-VIII d.Hr.                       |            |                                               | Încărcați imagine | Raportați eroare |
| 59425.08.01                              | Așezarea preistorică de la Sic - Senașai / ansamblu anonim (Categorie: locuire) (Tip: așezare deschisă)                                                                                 | sat Sic, comuna Sic                 | Senașai                                                                                         |                                           |            | 46°57′43″N 23°53′41″E / 46.96187°N 23.89462°E | Încărcați imagine | Raportați eroare |
| 57822.06.01                              | Așezarea hallstattiană de la Soporu de Câmpie - La V de sat / ansamblu anonim (Categorie: locuire) (Tip: așezare deschisă)                                                              | sat Soporu de Câmpie, comuna Frata  | La V de sat                                                                                     |                                           |            |                                               | Încărcați imagine | Raportați eroare |
| 59666.01.01 (Cod LMI: CJ-I-m-B-07186.02) | Situl arheologic de la Suatu - "Fânațele de Jos" / ansamblu anonim (Categorie: locuire civilă) (Tip: Așezare)                                                                           | sat Suatu, comuna Suatu             | Fânațele de Jos                                                                                 |                                           |            | 46°47′40″N 23°57′03″E / 46.79433°N 23.95091°E | Încărcați imagine | Raportați eroare |
| 59666.01.02 (Cod LMI: CJ-I-s-B-07186)    | Situl arheologic de la Suatu - "Fânațele de Jos" / ansamblu anonim (Categorie: locuire civilă) (Tip: Locuire)                                                                           | sat Suatu, comuna Suatu             | Fânațele de Jos                                                                                 |                                           |            | 46°47′40″N 23°57′03″E / 46.79433°N 23.95091°E | Încărcați imagine | Raportați eroare |
| 59666.01.03 (Cod LMI: CJ-I-m-B-07186.01) | Situl arheologic de la Suatu - "Fânațele de Jos" / ansamblu anonim (Categorie: locuire civilă) (Tip: Așezare)                                                                           | sat Suatu, comuna Suatu             | Fânațele de Jos                                                                                 |                                           |            | 46°47′40″N 23°57′03″E / 46.79433°N 23.95091°E | Încărcați imagine | Raportați eroare |
| 59666.01.04 (Cod LMI: CJ-I-s-B-07186)    | Situl arheologic de la Suatu - "Fânațele de Jos" / ansamblu anonim (Categorie: locuire civilă) (Tip: Așezare)                                                                           | sat Suatu, comuna Suatu             | Fânațele de Jos                                                                                 | Cluj - Cheile Turzii - Lumea Nouă - Iclod |            | 46°47′40″N 23°57′03″E / 46.79433°N 23.95091°E | Încărcați imagine | Raportați eroare |